# Psittacanthus auriculatus
Psittacanthus auriculatus là một loài thực vật có hoa trong họ Loranthaceae. Loài này được (Oliv.) Eichler miêu tả khoa học đầu tiên năm 1865.